# Шварценбург (округ)
Шварценбург (нем. Schwarzenburg (Bezirk)) — бывший округ в Швейцарии, с 2010 года вошёл в состав округа Берн-Миттельланд. Центр округа — город Валерн.
Округ входил в кантон Берн.

## Коммуны округа
| Герб       | Коммуна    | Население (2007) | Площадь км² | Официальный код |
| ---------- | ---------- | ---------------- | ----------- | --------------- |
| Альблиген  | Альблиген  | 486              | 4,3         |                 |
| Гуггисберг | Гуггисберг | 1630             | 54,9        |                 |
| Рюшег      | Рюшег      | 1697             | 57,4        |                 |
| Валерн     | Валерн     | 6298             | 40,6        |                 |
|            | Итого (4)  | 10 111           | 157,2       |                 |